# Joseph-Stiftung
Die Joseph-Stiftung (ursprünglich: St.-Joseph-Stiftung Bamberg) ist ein katholisches Wohnungsunternehmen. Mit etwa 170 Mitarbeitern und einer Bilanzsumme von rund 500 Mio. € (Stand 2023) ist sie eines der größten Wohnungsunternehmen in Nordbayern.

## Geschichte

### Gründung

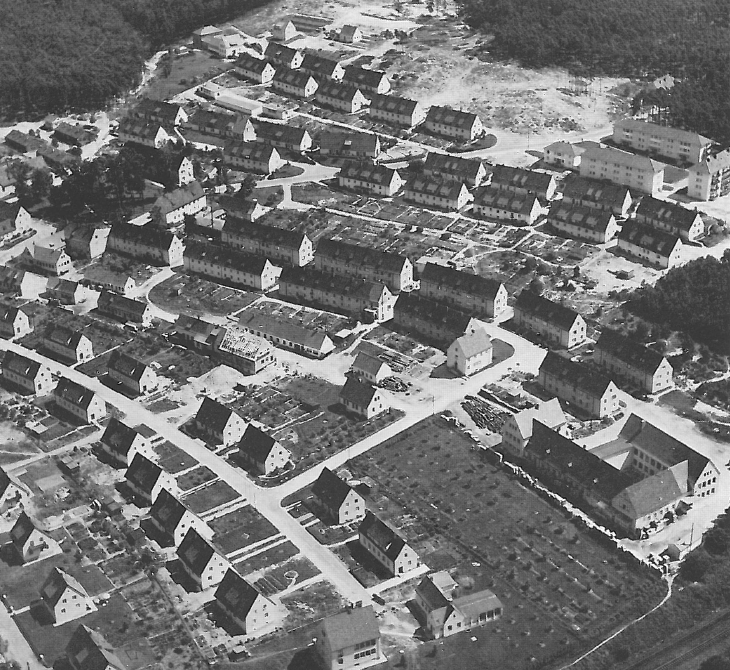
Gesamtansicht der Schönbacher Geigenbauer-Siedlung in Bubenreuth bei Erlangen

Die Stiftung wurde am 28. Oktober 1948 gegründet. Auf Vorschlag von Prälat Georg Meixner und Vertretern des Katholischen Werkvolkes wurde sie von Erzbischof Joseph Otto Kolb ins Leben gerufen. Die Joseph-Stiftung hat durch ihr Statut soziale Aufgaben zugewiesen bekommen, die im Laufe der Unternehmensgeschichte seit 1948 immer wieder neue Schwerpunkte erhalten haben.

### Stiftungszweck

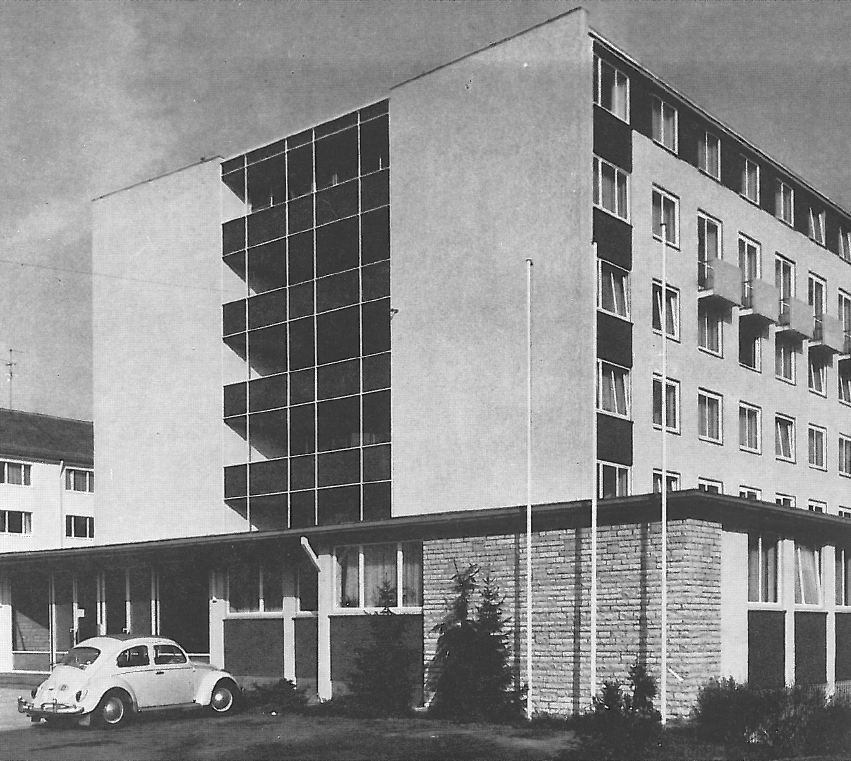
Das internationale Studentenwohnheim St. Augustinus in Erlangen. Errichtet 1961 und 1962

Zweck der Stiftung ist eine angemessene und sozial vertretbare Verbesserung der Wohnungsversorgung in der Erzdiözese Bamberg.
In der Nachkriegszeit wurde Wohnraum für Heimatvertriebene, Flüchtlinge und Ausgebombte zur Verfügung gestellt. Die ersten Schwerpunkte der Wohnungsbautätigkeit der Joseph-Stiftung waren die Ketteler-Siedlung in Nürnberg und die Neuansiedlung der Schönbacher Geigenbauer in Bubenreuth bei Erlangen. Bis zum Jahresende 1954 wurden 3605 Wohnungen errichtet. 1960 hat die Stiftung den Bau von Studentenwohnheimen in ihr Statut aufgenommen. Mit etwa 1530 Studentenapartments in Bamberg, Bayreuth, Erlangen und Nürnberg ist sie der größte private Anbieter von studentischem Wohnraum in Nordbayern. 1996 richtete Erzbischof Karl Braun das Stiftungsstatuts neu aus. Ziel: Förderung von Familien und Alleinerziehenden. Vor dem Hintergrund der demographischen Entwicklung wurden auch verstärkt Baumaßnahmen umgesetzt, die an die Bedürfnisse von Senioren angepasst sind. In diesem Bereich besteht eine enge Kooperation mit der Caritas.

### Wohnungsbestand und Fremdverwaltungen
Der eigene Wohnungsbestand umfasst etwa 4.040 Mietwohnungen und 1530 Apartments. Nach Angaben des Verbands bayerischer Wohnungsunternehmen (VdW Bayern) gehört der Bestand der Joseph-Stiftung zu den jüngsten der Branche: Über die Hälfte des Bestandes ist jünger als 25 Jahre. Darüber hinaus verwaltet die Stiftung knapp 10.800 Wohneinheiten für Dritte (Wohnungseigentümergemeinschaft WEG, Geschäftsbesorgungen und über Beteiligungen).

## Referenzobjekte

### Eigene Objekte
- Modernisierung eines Mietwohngebäudes mit rund 50 Wohneinheiten zu einem zertifizierten Passivhaus: Nürnberg, Meuschelstraße 12
- Wohnen in allen Lebensphasen im Haus MITEINANDER: Bamberg-Gaustadt, Andreas-Hofer-Straße 19
- „e % – Energieeffizienter Wohnungsbau“: Ansbach, Herbartstraße
- „IQ – Innerstädtische Wohnquartiere“ (familienfreundlichen Wohnen in der Stadt): Nürnberg bei „St. Ludwig“

### Baubetreuungen (Auswahl)
Nachfolgende Auswahl zeigt exemplarisch die Themenschwerpunkte der Baubetreuung der Joseph-Stiftung
- Caritas-Seniorenzentrum „St. Josef“ (nach dem Prinzip der Hausgemeinschaften): Bamberg-Gaustadt, Andreas-Hofer-Straße 17
- Klemens-Fink-Zentrum (Gehörlosen-Sport- und Kulturstätte): Bamberg, Babenbergerring 1
- Archiv des Erzbistums Bamberg: Bamberg, Regensburger Ring 2
- Caritas-Fachakademie für Sozialpädagogik im Haus „St. Elisabeth“ und Caritas-Berufsfachschule für Altenpflege „St. Marien“, Bamberg, Jakobsberg
- Kinder- und Jugendhaus Stapf, Nürnberg, Leopoldstraße 34